# 安德鲁·斯丁普森
安德魯·斯廷普森（英語：Andrew Stimpson，1980年—），英國蘇格蘭出生，他是被確認感染人類免疫缺陷病毒十七個月後，測試結果呈陰性反應的英國男子。雖然過往在非洲曾經有受感染者成功擊退病毒的報告，但這都是未經驗證的。而本病例卻成為世界上首名感染愛滋病毒後經臨床醫學測試證實體內病毒完全消失、完全痊癒的人類個案。
2002年5月，斯廷普森經常感到「疲倦、乏力，像是發高燒」，於是前往倫敦中部的維多利亞健康診所驗血，接受了三次測試，均對愛滋病毒呈陽性反應，才發現從他的44歲同性戀男友戈麥斯身上受感染。一年多後，斯廷普森再反覆接受驗血，竟發現病毒數量不斷下降，終在2003年10月的測試中呈陰性反應。斯廷普森還以為醫生對他的檢測可能出了錯，但同年12月及2004年3月再接受兩次測試均呈陰性反應，顯示檢測並無錯誤，換句話說斯廷普森的確已打敗愛滋病毒，徹底痊癒，成為全球首例。
在最初証實感染後，由於斯廷普森體內病毒數量不多，因此他沒有接受任何藥物治療，只自行服食維他命及其他營養補充劑。醫院方面暫時不能斷定斯廷普森是否已經痊癒，斯廷普森在院方要求下答應進行進一步的測試，以祈能在其他人身上產生同樣結果。